# Francisco Colorado
Pour les articles homonymes, voir Colorado (homonymie).
Colorado  Hernández est un nom espagnol. Le premier nom de famille, en général paternel, est Colorado ; le second, en général maternel, souvent omis, est Hernández.
Francisco Jarley Colorado Hernández, né à San Rafael (département d'Antioquia) le 13 mai 1980, est un coureur cycliste colombien.

## Repères biographiques
Dès 2002, Francisco Colorado apparaît en haut des classements en Amérique latine. Au mois de novembre de cette année-là, il remporte la huitième édition de la Doble Copacabana, épreuve disputée sur quatre jours dans le département de La Paz (en Bolivie). Il s'était emparé de la tête du classement général à l'issue de sa victoire dans la deuxième étape. Après avoir abandonné lors de sa première participation à son Tour national, l'année précédente, Colorado termine septième du Tour de Colombie 2004,. En 2005, seule une anecdotique dixième place au classement général de la Clásico Banfoandes se détache. Par contre l'année suivante, Colorado commence l'année par une quatrième place à la Vuelta al Táchira (es). Puis il enchaîne par un podium au Tour du Salvador 2006. En juin, dixième du Tour de Beauce, Paco s'y octroie le trophée des grimpeurs. Il termine l'année par le Tour du Costa Rica où il gagne la huitième étape. Quelques jours après, en janvier 2007, il dispute la Vuelta al Táchira (es) au Venezuela qu'il termine dixième, après avoir remporté la neuvième étape. Quasiment huit mois plus tard, il s'impose de nouveau au Venezuela dans le Tour national (en), lors de la dixième étape. Éphémère leader de la course, il finit cinquième l'épreuve. Colorado termine l'année au Costa Rica. Il remporte la huitième puis la treizième étape d'un tour national qu'il finit à la deuxième place. L'année 2008 est sans relief. Tout au plus se détache une dixième place lors du Tour de Colombie, et un podium à la Clásica Marco Fidel Suárez (es), épreuve du calendrier national colombien. Au mois de juin 2009, Francisco Colorado remporte avec ses équipiers le prologue du Tour de Colombie, disputé en contre-la-montre par équipes. Deux semaine plus tard, il termine neuvième de l'épreuve. Puis il dispute des épreuves du calendrier national avant de s'imposer dans l'une d'entre elles, la VI Vuelta Nacional Ciudad de Guarne, dix jours avant que la municipalité antioqueña soit la ville départ du Clásico RCN (es). Compétition qu'il conclut par un podium.

### 2010 - 2012: les années EPM-UNE
Francisco Colorado est recruté pour la saison suivante par la formation EPM-UNE. Début février 2010, il participe au Tour de Cuba dont il prend la cinquième place. Puis, il arrive au départ de la 60e édition du Tour de Colombie, comme simple coéquipier de ses leaders Mauricio Ortega et Giovanni Báez. Cependant après le passage du col mythique de La Línea, il se retrouve comme ultime carte maîtresse de son directeur sportif Raúl Mesa, même s'il se fracture la clavicule gauche dans la descente dudit col. Ainsi bien que deuxième du classement général provisoire, il ne peut défendre totalement ses chances et termine, cinq jours plus tard, au pied du podium, à la quatrième place.
En octobre, au Clásico RCN, il fait partie encore du Top ten, à la veille de l'arrivée, grâce notamment à son bon comportement lors de l'étape de Manizales. Mais il est contraint d'abandonner sur chute. À la fin du même mois, la 51e édition du Tour du Guatemala (es) est totalement dominée par les EPM-UNE, avec quatre victoires d'étapes et les trois marches du podium du classement général final ; Báez devançant Juan Pablo Suárez et Colorado, rétabli. 
La saison 2011 est quasiment vierge de résultats. Au printemps, il rejoint ses coéquipiers en Espagne pour pallier l'absence d'Ortega et d'Iván Parra. Il y dispute quatre épreuves, sans résultats notables, . Puis il termine les deux courses les plus importantes du calendrier national colombien autour de la trentième place (le Tour de Colombie, vingt-neuvième et le Clásico RCN, trentième). Le seul satisfecit de l'année, il l'obtient, début septembre, en terminant deuxième, derrière son coéquipier Mauricio Ortega, d'une course de côte de niveau régional, la Clásica Trepadores a Santa Elena.
Pour la troisième année consécutive, Francisco Colorado dispute la saison avec l'équipe continentale colombienne EPM-UNE. L'année 2012 le voit prendre part à des compétitions sur trois continents. Comme l'année précédente, Colorado fait partie de la délégation qui passe un mois au printemps en Espagne, . Lors du Tour de La Rioja, Colorado termine dans un petit groupe de dix coureurs qui se disputent la cinquième place, il finit onzième. Puis durant leur dernière compétition sur le sol ibérique, Francisco Colorado, membre de l'échappée du jour, finit huitième de la seconde étape. Il termine dixième au classement général final du Tour de la communauté de Madrid. Ses résultats, lors des cinq épreuves disputées en Espagne, lui rapportent onze points au classement de l'UCI Europe Tour 2012.
Après avoir participé à son tour national et pris part à une compétition en Chine, le Tour du lac Qinghai, dans l'anonymat des classements généraux, il fait partie de l'effectif qui, en août, dispute aux États-Unis, deux épreuves, le Tour de l'Utah et l'USA Pro Cycling Challenge. Dans l'Utah, les résultats sont médiocres. Paco Colorado termine premier d'entre eux, mais à la quinzième place tandis que dans l'État du Colorado, ses attaques répétées lui permettent de terminer coureur le plus combatif de la course et deuxième du trophée du meilleur grimpeur.
Après des abandons au Tour de Rio (pt) et lors du Clásico RCN, , il termine son année au Panama et au Costa Rica. Treizième à l'issue de la Vuelta a Chiriquí et du Tour du Costa Rica (es), quatre suspensions pour dopage lui permettent de finir neuvième (et deuxième de la douzième étape) de l'épreuve costaricienne .

### 2013: retour chez GW Shimano
Début 2013, Luis Alfonso Cely, le directeur sportif de l'équipe GW Shimano, annonce le retour de l'« enfant prodigue » au sein de sa formation. En effet, Paco y a déjà évolué de 2007 à 2009. Durant cette période, il a obtenu plusieurs victoires d'étape dans des courses de l'UCI America Tour tels que le Tour du Táchira, le Tour du Venezuela ou le Tour du Costa Rica. Cette dernière victoire costaricienne était assortie de la deuxième place au classement général, comme au Clásico RCN 2009 (es). Mais ses résultats ne sont pas au niveau de l'enthousiasme suscité par son retour. Même s'il fait partie de l'équipe qui domine le Tour du Guatemala (es), au mois d'avril, Colorado termine dixième à 23 min 14 s de son leader Óscar Sánchez, vainqueur de l'épreuve, finissant comme le moins bien classé de ses coéquipiers. Puis il est exclu du Tour de Colombie et est absent du Clásico RCN. C'est seulement en fin de saison qu'il réapparait en haut des classements. Au sein de la formation panaméenne Unachi - Big Cola - Cacechi, il s'impose lors de la septième étape de la Vuelta a Chiriquí, réglant au sprint son dernier compagnon d'échappée. Il achève la course, trois jours plus tard, à la sixième place.

### 2014: signature chez Blanco del Valle-Supergiros-Redetrans
Francisco Colorado intègre en début de saison 2014, l'équipe vallecaucana Blanco del Valle-Supergiros-Redetrans. Quelques jours après avoir terminé à une anecdotique quatorzième place son tour national, sous les couleurs de l'équipe panaméenne TRCI, Colorado s'impose dans la XXIX Clásica Ciclística Internacional Radio Chiriquí, s'octroyant en outre le trophée des grimpeurs et la deuxième étape. Une semaine plus tard, lors de la Vuelta Marco Fidel Suárez (es), Francisco s'impose dans la quatrième étape, un contre-la-montre en côte. Il échoue cependant à subtiliser la première place au classement général de Mauricio Ardila.

## Palmarès sur route
| - 2002 - Doble Copacabana Grand Prix Fides : - Classement général - 2e étape - 2006 - 7e étape du Tour du Costa Rica - 3e du Tour du Salvador - 2007 - 9e étape du Tour du Táchira - 10e étape du Tour du Venezuela - 8e et 13e étapes du Tour du Costa Rica - 2e du Tour du Costa Rica - 2009 - Prologue du Tour de Colombie (contre-la-montre par équipes) - 2e du Clásico RCN | - 2010 - 3e du Tour du Guatemala - 2013 - 7e étape de la Vuelta a Chiriquí - 2014 - 6e étape du Tour du Guatemala - 4e étape de la Vuelta Marco Fidel Suárez (es) - 2e du Tour du Guatemala - 2e de la Vuelta Marco Fidel Suárez - 2015 - Classement général du Tour du Mexique - 3e du Tour du lac Qinghai |  |

## Classements mondiaux
| Année            | 2007 | 2008 | 2009 | 2010 | 2011 | 2012 | 2013 | 2014 | 2015 | 2016 | 2017 | 2018 |
| ---------------- | ---- | ---- | ---- | ---- | ---- | ---- | ---- | ---- | ---- | ---- | ---- | ---- |
| UCI America Tour | 68e  | 67e  | 418e | 220e | 111e | nc   | 345e | 76e  | 46e  |      |      |      |
| UCI Asia Tour    |      |      |      |      |      | nc   |      |      | 61e  | 209e | 144e | 175e |
| UCI Europe Tour  |      |      |      |      | nc   | 776e |      |      |      |      |      |      |